# Jan Markiewicz (koszykarz)
Jan Markiewicz (ur. 10 lipca 1955 w Rzeszowie) – polski koszykarz występujący na pozycji środkowego, wielokrotny medalista mistrzostw Polski.

## Osiągnięcia
Drużynowe
- Mistrz Polski (1975)
- Wicemistrz Polski (1973, 1974)
- Brązowy medalista mistrzostw Polski (1976, 1977)
- Zdobywca pucharu Polski (1974)
- Finalista pucharu Polski (1973)